# Fédération de Zambie de football
La Fédération de Zambie de football (Football Association of Zambia (en) FAZ) est une association regroupant les clubs de football de Zambie et organisant les compétitions nationales et les matchs internationaux de la sélection de Zambie. Son président est Andrew Kamanga depuis 2016.
La fédération nationale de Zambie est fondée en 1929. Elle est affiliée à la FIFA depuis 1964 et est membre de la CAF.